# Patrona Bavariae

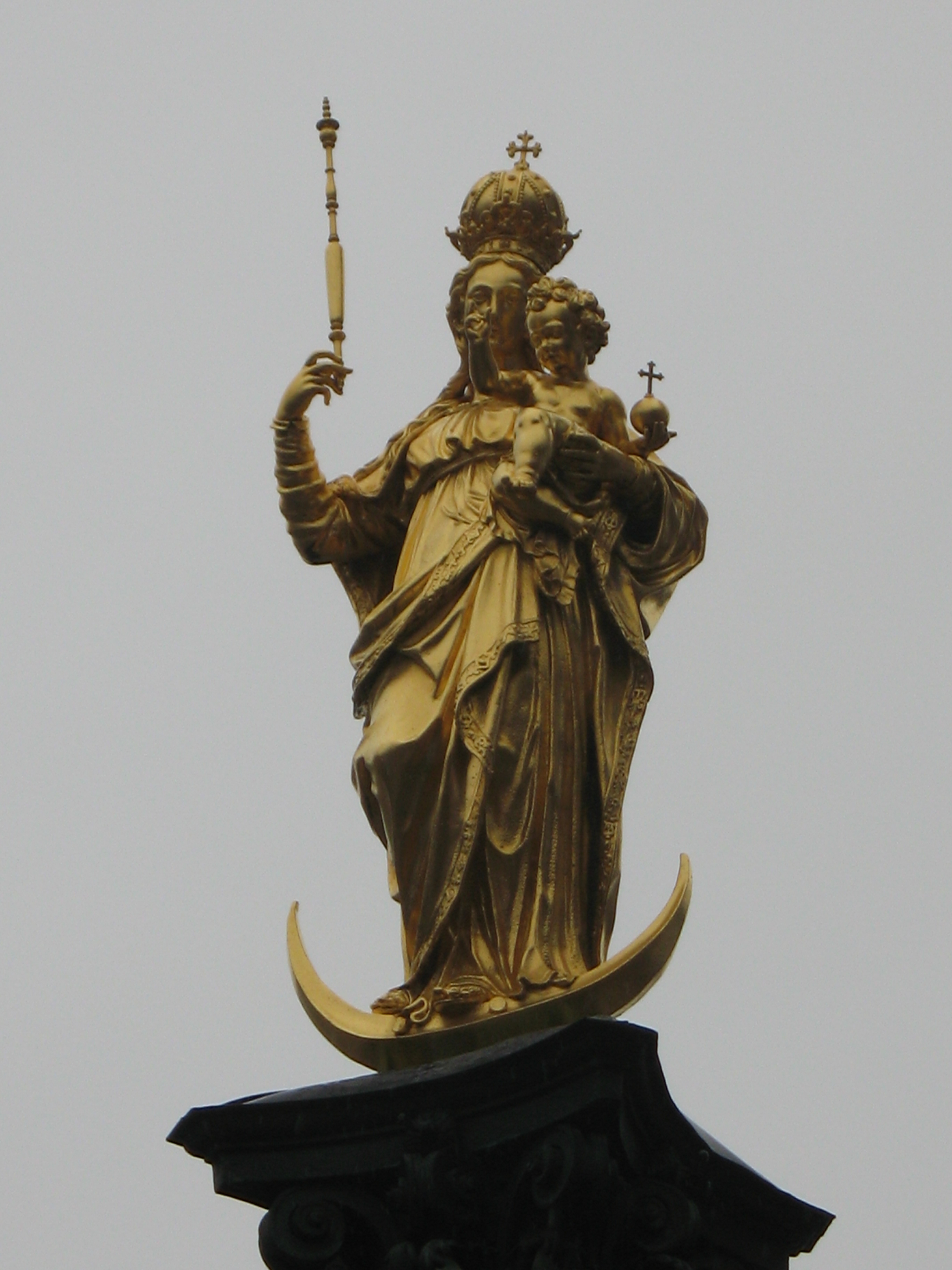
Socha patronky Bavorska na mariánském sloupu v Mnichově

Patrona Bavariae je označení, kterým je Panna Maria uctívána jako patronka Bavorska. Zatímco uctívání Matky Boží, Marie, je v Bavorsku známé již dlouhou dobu, formální uznání za patronku Bavorska udělil až papež Benedikt XV. v roce 1916.

## Uctívání Marie v Bavorsku
Nejstarší mariánský kostel v Bavorsku byl stavební předchůdce katedrály ve Freising (Freisinger Dom). Existoval už v roce 724, když do Freisingu přišel Svatý Korbinian. Zasvěcen byl o svátku Narození Panny Marie 8. září a stal se katedrálním chrámem diecéze Freising, založené v roce 739. Uctívání Marie v Bavorsku vedlo ve středověku ke vzniku mnoha kostelů a poutních míst zasvěcených Marii, například klášter Ettal, poutní místo Maria Thalheim (dnes Fraunberg) a Altötting.
Dále jsou svaté Matce Boží a patronce Bavorska zasvěceny, Dóm v Augsburgu (Mariä Heimsuchung) a Dóm v Eichstättu (Mariä Himmelfahrt).

## Bronzová socha na Královské rezidenci

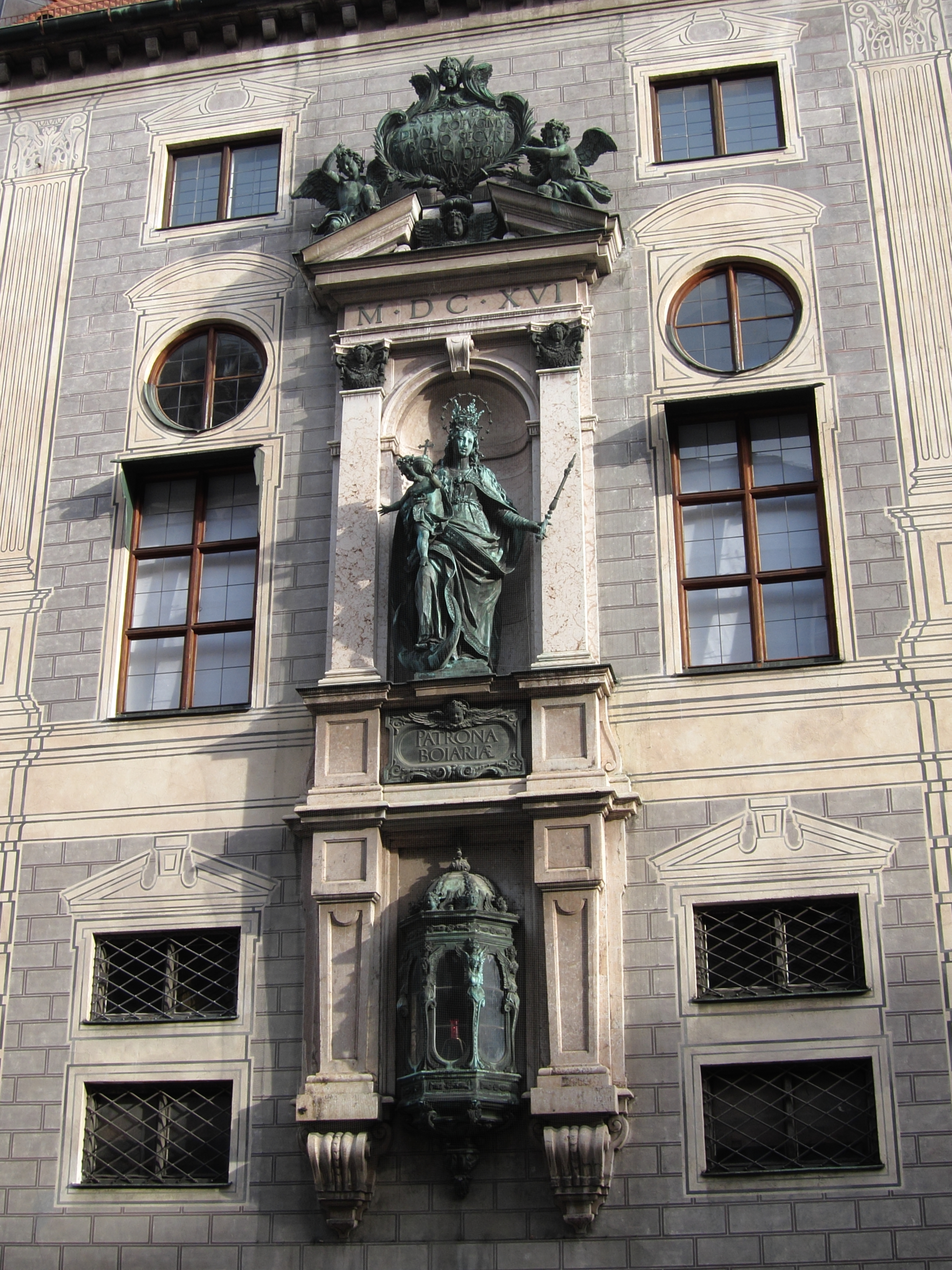
Socha patronky Bavorska na západní fasádě Královské rezidence Mnichov

Uctívání Marie jako patronky Bavorska zavedl zejména kurfiřt Maximilian I. Neoficiálně však je výrazně starší. V roce 1610 nechal razit minci, která ukazuje Marii jako patronku Mnichova. V té době byla katolická oddanost Marii stále více používána jako rozlišovací prvek mezi katolicismem a protestantismem.
V roce 1616 (rok MDCXVI uveden na architrávu) tedy v bezprostředním období před třicetiletou válkou nechal kurfiřt na západní straně mnichovské rezidence postavit bronzovou sochu Panny Marie (Patrona Boiariae), kterou v roce 1615 odlil Bartolomäus Wenglein podle návrhu Hanse Krumppera. Matka Boží stojí pravou nohou na srpku měsíce. Žezlo v levé ruce a vysoká koruna představují Marii jako královnu nebes. Pravou rukou drží Krista (Ježíška), své dítě. To má v levé ruce kosmickou kouli zdobenou kříži, jako znamení suverenity nad vesmírem. Matka Boží má kolem hlavy gloriolu dvanácti hvězd, jako symbol dvanácti kmenů Izraele. Pod sochou hoří v andělem zdobené bronzové lucerně věčné světlo. Latinský nápis na kartuši držené andílky ve výklenku štítu zní: „Sub tuum praesidium confugimus, sub quo secure laetique degimus“ („Utíkáme se pod Tvou ochranu, ve které žijeme bezpečně a šťastně“). Toto znázornění Marie je velmi staré a vrací se až do Zjevení Svatého Jana.
Během druhé světové války byla plastika zahrabána pod císařskými schody (Kaisertreppe) v rezidenci. Když se 26. dubna 1944 zřítila klenba Theatinské chodby v rezidenci, byla až ke stropu nad přízemím stržena i fasáda rezidence na náměstí Odeonsplatz. Výklenek s patronkou (Patrona Boiariae) ztratil své štítové zastřešení i přidruženou kartuši a vše bylo vážně poškozeno. 26. července 1945  pak byla plastika ze zasypaných kleneb císařského schodiště rezidence vykopána. Panovnické insignie (koruna, žezlo, jablko) a věnec s hvězdami ze sochy však byly ztraceny. Byly však znova odlity z bronzu roztaveného nacistického památníku.

## Mariánský sloup

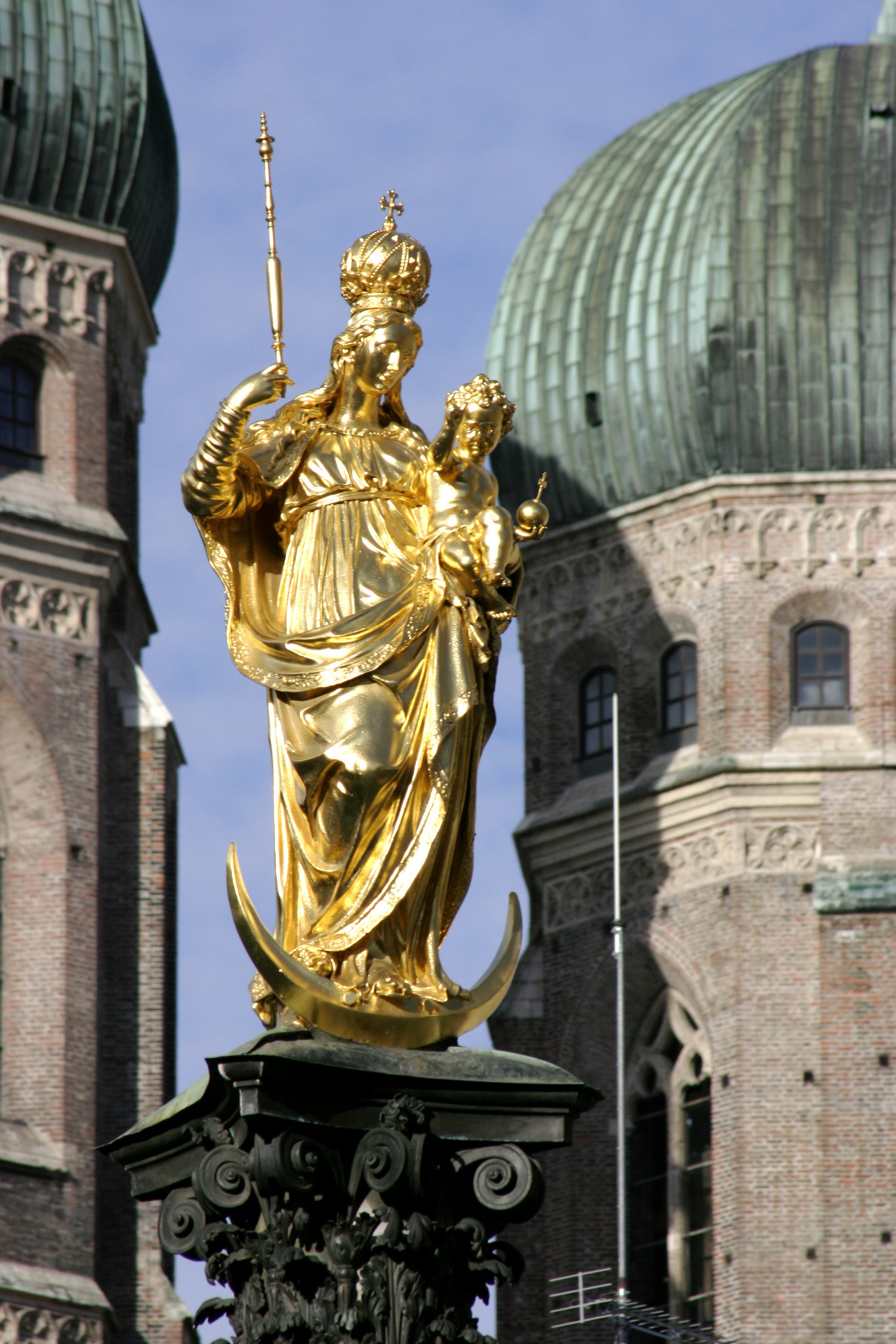
Mnichov - Mariánský sloup na náměstí Marienplatz

Ve třicetileté válce se kurfiřt Maximilián I. zavázal, že postaví „zbožné dílo“, jestliže budou válkou ušetřena města  Mnichov a Landshut. Poté, co se tak skutečně stalo, nechal Maximilian v roce 1638 na mnichovském náměstí Marienplatz postavit mariánský sloup z adnetského mramoru. Sloup byl vysvěcen 7. listopadu 1638, první neděli po dni Všech svatých. Svěcení provedl freisingský biskup Veit Adam von Gepeckh.
Kdo sloup navrhl není známo; ale musel to být jeden z nejdůležitějších umělců té doby. Často se to připisuje Hubertu Gerhardovi. Mariánský sloup je korunován pozlacenou sochou Marie z bronzu, kterou pravděpodobně vytvořil Hubert Gerhard v roce 1593 pro hrob Wilhelma V. Až do roku 1613 zdobila hlavní oltář mnichovského chrámu Frauenkirche. Připomíná bronzovou sochu z rezidence. Marie stojí na srpku měsíce, je korunována, na levé ruce drží žehnajícího Ježíška a v pravé ruce má žezlo. Podle této sochy bylo nejdůležitější náměstí v centru Mnichova pojmenováno na Marienplatz.
Mnichovský mariánský sloup byl považován za střed země a tvoří metrický nulový bod pro ujeté kilometry všech silnic, které odtud vedou do okolí.

## Mariánská slavnost 14., popřípadě 1. května
Bavorský král Ludwig III. se během první světové války obrátil na papeže Benedikta XV se žádostí, aby Svatý stolec prohlásil Pannu a Matku Boží Marii za patronku Bavorska a povolil Bavorsku mariánskou slavnost. Papež Benedikt  oběma žádostem 26. dubna 1916 vyhověl a již 14. května téhož roku se v Mnichově mariánská slavnost uskutečnila. Další pak od roku 1917 již ve všech bavorských diecézích. Dnešní datum, 1. května, bylo zavedeno Biskupskou konferencí ve Freisingu v roce 1970.

## Uctívání Marie dnes
„Patrona Bavariae“, zejména mariánský sloup, se stále uctívá. U mariánského sloupu v Mnichově se věřící modlí každou sobotu růženec a také se zde konají procesí.
Mimo Mnichov je Maria uctívána i v dalších katolických oblastech jako patronka Bavorska. Je jí zasvěcen nespočet kostelů a kaplí. Často je také vidět zobrazení Marie s výše uvedenými atributy - půlměsícem, žezlem, korunou, s věncem hvězd kolem hlavy a s Ježíškem na levé ruce.
S písní Patrona Bavariae dosáhla v roce 1988  skupina Original Naabtal Duo velkého úspěchu v historii německé populární hudby (Schlagermusik). Text spojuje zármutek Bavorska s vyvolením Marie jako Patronky Bavorska. Mediální prezentace a popularita písně byla překvapivě tak velká, že jí byl přisouzen absolutní průlom lidového hitu na německém hudebním trhu.
V rámci přípravy na výročí „100 let Patrona Bavariae“ zorganizovaly bavorské diecéze sedmiletou řadu poutních cest s mottem „S Marií na cestě“ (Mit Maria auf dem Weg):
- 2011, Altötting, biskupctví Passau, Kaple milosti Gnadenkapelle
- 2012, Vierzehnheiligen (Bad Staffelstein), arcidiecéze Bamberg, Basilika Vierzehnheiligen
- 2013, Bogen biskupství Regensburg, poutní kostel Bogenberg
- 2014, Retzbach, biskupství  Würzburg, poutní kostel Maria im Grünen Tal
- 2015, Augsburg, biskupství  Augsburg, Panna Maria rozvazující uzly, Maria Knotenlöserin
- 2016, Eichstätt, biskupství Eichstätt, Residenzplatz
- 2017, Mnichov, arcibiskupctví Mnichov a Freising, Frauenkirche a Mariensäule[3].

## Kaple a malé kostely
- Maria Patrona Bavariä (Ried)
- Maria Patrona Bavariae (Rothengrund)
- Wendelsteinkircherl
- Patrona Bavariae, kaple v mnichovské čtvrti Fasangarten